# Lincoln Chafee
Lincoln Chafee (* 26. března 1953) je americký politik. Narodil se v Providence, hlavním městě státu Rhode Island. V roce 1999 se stal členem Republikánské strany. Tu opustil v roce 2007 a až do roku 2013, kdy přešel k Demokratické straně, byl nezávislým. V roce 2011 nahradil Donalda Carcieriho na postu rhodeislandského guvernéra. Funkci opustil v roce 2015, kdy jej nahradila Gina Raimondo. Jeho otec John Chafee byl rovněž politikem, v šedesátých letech byl guvernérem Rhode Islandu a později stát zastupoval v senátu.